# Wimbledon Championships 1937
Die 57. Auflage der Wimbledon Championships fand 1937 auf dem Gelände des All England Lawn Tennis and Croquet Club an der Church Road statt.
Der US-Amerikaner Don Budge gewann als erster Spieler bei den Herren in allen drei Wettbewerben (Einzel, Doppel und Mixed) den Titel. Erstmals übertrug die BBC einzelne Spiele im Fernsehen.

## Herreneinzel
Don Budge besiegte im Finale Gottfried von Cramm in drei Sätzen.

## Dameneinzel
Bei den Damen errang Dorothy Round ihren zweiten Titel nach 1935.

## Herrendoppel
Im Herrendoppel waren  Don Budge und Gene Mako erfolgreich.

## Damendoppel
Simonne Mathieu und Billie Yorke siegten im Damendoppel.

## Mixed
Im Mixed siegten Alice Marble und Don Budge.

## Quelle
- J. Barrett: Wimbledon: The Official History of the Championships. HarperCollins Publishers, London 2001, ISBN 0-00-711707-8.